# Чемпіонат світу з дзюдо 2023
Чемпіонат світу з дзюдо 2023  пройшов у Досі, Катар з 7 по 14 травня 2023 року.

## Медальний залік
*   Країна-господарка ( Катар)
| Місце               | Країна                     | Золото | Срібло | Бронза | Загалом |
| ------------------- | -------------------------- | ------ | ------ | ------ | ------- |
| 1                   | Японія                     | 6      | 2      | 4      | 12      |
| 2                   | Франція                    | 2      | 4      | 2      | 8       |
| 3                   | Грузія                     | 2      | 1      | 2      | 5       |
| 4                   | Допущені нейтральні атлети | 2      | 0      | 0      | 2       |
| 5                   | Ізраїль                    | 1      | 0      | 2      | 3       |
| 6                   | Канада                     | 1      | 0      | 1      | 2       |
| 7                   | Іспанія                    | 1      | 0      | 0      | 1       |
| 7                   | Швейцарія                  | 1      | 0      | 0      | 1       |
| 9                   | Узбекистан                 | 0      | 2      | 2      | 4       |
| 10                  | Італія                     | 0      | 1      | 3      | 4       |
| 11                  | Бельгія                    | 0      | 1      | 0      | 1       |
| 11                  | Німеччина                  | 0      | 1      | 0      | 1       |
| 11                  | Словенія                   | 0      | 1      | 0      | 1       |
| 11                  | Чехія                      | 0      | 1      | 0      | 1       |
| 15                  | Нідерланди                 | 0      | 0      | 3      | 3       |
| 16                  | Бразилія                   | 0      | 0      | 2      | 2       |
| 16                  | Монголія                   | 0      | 0      | 2      | 2       |
| 16                  | Південна Корея             | 0      | 0      | 2      | 2       |
| 19                  | Австрія                    | 0      | 0      | 1      | 1       |
| 19                  | Азербайджан                | 0      | 0      | 1      | 1       |
| 19                  | Угорщина                   | 0      | 0      | 1      | 1       |
| 19                  | Хорватія                   | 0      | 0      | 1      | 1       |
| 19                  | Швеція                     | 0      | 0      | 1      | 1       |
| Загалом (23 збірні) | Загалом (23 збірні)        | 16     | 14     | 30     | 60      |

## Змагання

### Чоловіки
| Змагання     | Золото                   | Срібло                  | Бронза                      |
| ------------ | ------------------------ | ----------------------- | --------------------------- |
| До 60 кг     | Франсіско Гаррігос (ESP) | Ділшодбек Баратов (UZB) | Георгій Сардалашвілі (GEO)  |
| До 60 кг     | Франсіско Гаррігос (ESP) | Ділшодбек Баратов (UZB) | Лі Ха Рім (KOR)             |
| До 66 кг     | Хіфумі Абе (JPN)         | Йошіро Маруяма (JPN)    | Йондонперенлей Басхуу (MGL) |
| До 66 кг     | Хіфумі Абе (JPN)         | Йошіро Маруяма (JPN)    | Валіде Х'яр (FRA)           |
| До 73 кг     | Нільс Стамп (SUI)        | Мануель Ломбардо (ITA)  | Соїчі Хашімото (JPN)        |
| До 73 кг     | Нільс Стамп (SUI)        | Мануель Ломбардо (ITA)  | Муроджон Юлдошев (UZB)      |
| До 81 кг     | Тато Грігалашвілі (GEO)  | Маттіас Кассе (BEL)     | Таканорі Нагасе (JPN)       |
| До 81 кг     | Тато Грігалашвілі (GEO)  | Маттіас Кассе (BEL)     | Лі Чун Хван (KOR)           |
| До 90 кг     | Лука Майсурадзе (GEO)    | Лаша Бекаурі (GEO)      | Маркус Нюман (SWE)          |
| До 90 кг     | Лука Майсурадзе (GEO)    | Лаша Бекаурі (GEO)      | Саншіро Мурао (JPN)         |
| До 100 кг    | Арман Адамян (ANA)       | Лукаш Крпалек (CZE)     | Зелім Коцоєв (AZE)          |
| До 100 кг    | Арман Адамян (ANA)       | Лукаш Крпалек (CZE)     | Петер Пальчик (ISR)         |
| Понад 100 кг | Тедді Рінер (FRA)        | Не нагороджували        | Вакаба Томіта (JPN)         |
| Понад 100 кг | Алішер Юсупов (UZB)      | Не нагороджували        | Рафаел Сілва (BRA)          |

### Жінки
| Змагання    | Золото                  | Срібло                     | Бронза                          |
| ----------- | ----------------------- | -------------------------- | ------------------------------- |
| До 48 кг    | Нацумі Цунода (JPN)     | Шірін Буклі (FRA)          | Вакана Кога (JPN)               |
| До 48 кг    | Нацумі Цунода (JPN)     | Шірін Буклі (FRA)          | Ассунта Скутто (ITA)            |
| До 52 кг    | Ута Абе (JPN)           | Дійора Келдійорова (UZB)   | Амандін Бюшар (FRA)             |
| До 52 кг    | Ута Абе (JPN)           | Дійора Келдійорова (UZB)   | Одетте Джуффріда (ITA)          |
| До 57 кг    | Кріста Деґучі (CAN)     | Харука Фунакубо (JPN)      | Лхагватогоогійн Енхріілен (MGL) |
| До 57 кг    | Кріста Деґучі (CAN)     | Харука Фунакубо (JPN)      | Джессіка Клімкейт (CAN)         |
| До 63 кг    | Кларісс Агбеньєну (FRA) | Андрея Лешкі (SVN)         | Софі Езбаш (HUN)                |
| До 63 кг    | Кларісс Агбеньєну (FRA) | Андрея Лешкі (SVN)         | Джоенн ван Лісхаут (NED)        |
| До 70 кг    | Сакі Ніїзое (JPN)       | Джованна Скоччімарро (GER) | Міхаела Поллерес (AUT)          |
| До 70 кг    | Сакі Ніїзое (JPN)       | Джованна Скоччімарро (GER) | Барбара Матич (CRO)             |
| До 78 кг    | Інбар Ланір (ISR)       | Одрі Тшемео (FRA)          | Гуше Стенхейс (NED)             |
| До 78 кг    | Інбар Ланір (ISR)       | Одрі Тшемео (FRA)          | Аліче Белланді (ITA)            |
| Понад 78 кг | Акіра Соне (JPN)        | Джулія Толофуа (FRA)       | Беатріс Соуза (BRA)             |
| Понад 78 кг | Акіра Соне (JPN)        | Джулія Толофуа (FRA)       | Раз Гершко (ISR)                |

### Змішана команда
| Змагання | Золото | Срібло | Бронза |
| -------- | --- | --- | --- |
| Команда  | Японія Харука Фунакубо Соїчі Хашімото Кокоро Каґеура Хаято Кога Мота Кувагата Саншіро Мурао Сакі Ніїзое Тацуру Сайто Мая Акіба Акіра Соне Гокі Таджіма Момо Тамаокі | Франція Орландо Касорла Сара-Леоні Сізік Романа Дікко Жоан-Бенжамен Габа Марі-Їв Гайє Прісцілла Гнето Коралі Айме Алексіс Матьє Амаду Мейте Максім-Гаель Нгаяп Амбу Марго Піно Йозеф Терек | |
| Команда  | Японія Харука Фунакубо Соїчі Хашімото Кокоро Каґеура Хаято Кога Мота Кувагата Саншіро Мурао Сакі Ніїзое Тацуру Сайто Мая Акіба Акіра Соне Гокі Таджіма Момо Тамаокі | Франція Орландо Касорла Сара-Леоні Сізік Романа Дікко Жоан-Бенжамен Габа Марі-Їв Гайє Прісцілла Гнето Коралі Айме Алексіс Матьє Амаду Мейте Максім-Гаель Нгаяп Амбу Марго Піно Йозеф Терек | Грузія Етер Аскілашвілі Лаша Бекаурі Коте Капанадзе Етері Ліпартеліані Лука Майсурадзе Лаша Шавдатуашвілі Софіо Сомхішвілі Гурам Тушішвілі Гела Заалішвілі Нідерланди Жулі Бюрснерс Франк де Віт Коен Хег Міхаель Коррел Рой Меєр Кім Поллінг Гуше Стенхейс Карен Стівенсон Ноель ван'т Енд Санне ван Дейк |